# Curcuma sichuanensis
Curcuma sichuanensis är en enhjärtbladig växtart som beskrevs av Xiu Xiang Chen. Curcuma sichuanensis ingår i släktet Curcuma och familjen Zingiberaceae. Inga underarter finns listade i Catalogue of Life.